# سیارک ۴۴۲۶۳
سیارک ۴۴۲۶۳ (به انگلیسی: 44263 Nansouty، نامگذاری:1998QR53) چهل و چهار هزار و دویست و شصت و سومین سیارک کشف شده‌است که در ۲۸ اوت ۱۹۹۸ کشف شد.